# Förbundet För Fysisk Fostran
Förbundet För Fysisk Fostran (FFF) var en svensk ideell förening och ett frisksportförbund som grundades i januari 1913. Föreningen uppgick 1935 i Frisksportförbundet.
Vid föreningens bildande 1913 angavs dess ändamål i det interimistiska stadgeförslagets första paragraf till "att sprida upplysning om och väcka intresse för den växande ungdomens rationella fostran i fysiskt avseende". I den första styrelsen invaldes bland andra gymnastikdirektören Louise von Bahr, läkaren Matilda Lundberg och Maja Nilson.
Under 1935 kom organisationen på initiativ av bland andra Allan Hagberg, ägare till tidningen Swing, att slås ihop med Frisksportförbundet Järnringen och Frisksportförbundet Silverringen, och bildade då Frisksportförbundet.

## Fotnoter
1. ↑  ”Förbundet för fysisk fostran - Konstituerades vid talrikt besökt möte på söndagen - Stadgar antagna och styrelse utsedd.”. Svenska Dagbladet. 20 januari 1913. https://www.svd.se/arkiv/1913-01-20/3/SVD.
2. ↑  ”Frisksport - Vår historia - Svenska Frisksportförbundet”. www.frisksport.se. Arkiverad från originalet den 22 september 2020. https://web.archive.org/web/20200922082458/http://frisksport.se/sa-boerjade-det.html. Läst 22 november 2019.